# Zapytaj Harriet
Zapytaj Harriet (ang. Ask Harriet, 1998) – amerykański serial komediowy stworzony przez Davida Cassidy, Jonathana Prince'a i Billy'ego Ribacka.
Światowa premiera serialu odbyła się 4 stycznia 1998 roku na antenie Fox. Na kanale miało zostać wyemitowane 13 odcinków, jednakże zostało wyemitowanych tylko 5 odcinków. Ostatni odcinek został wyemitowany 29 stycznia 1998 roku. Serial został zdjęty z anteny z powodu niskiej oglądalności. W Polsce serial nadawany był na kanale Polsat. Od 31 października 2011 roku emitowany był na Polonia 1. 

## Obsada
- Anthony Tyler Quinn jako Jack Cody/Sylvia Coco
- Edward Asner jako pan Russell
- Willie Garson jako Ronnie Rendall
- Damien Leake jako Marty
- Patrick Y. Malone jako Trey Anderson
- Jamie Renée Smith jako Blair Cody
- Lisa Waltz jako Melissa Peters

## Spis odcinków
| N/o            | Tytuł angielski                         |
| -------------- | --------------------------------------- |
|                |                                         |
| SERIA PIERWSZA |                                         |
|                |                                         |
| 01             | Pilot                                   |
|                |                                         |
| 02             | Hot Coco                                |
|                |                                         |
| 03             | Help Me, Help Me, Rwanda                |
|                |                                         |
| 04             | Turn Your Head & Kafka                  |
|                |                                         |
| 05             | Lips That Pass in the Night             |
|                |                                         |
| 06             | Fat Ron                                 |
|                |                                         |
| 07             | Surprise, Surprise                      |
|                |                                         |
| 08             | Good For the Goose, Good For the Gender |
|                |                                         |
| 09             | Kiss Harass Good-Bye                    |
|                |                                         |
| 10             | Exes and Ohs                            |
|                |                                         |
| 11             | Dis-guise in Love with You              |
| 12             | Dis-guise in Love with You              |
|                |                                         |
| 13             | Pumps and Circumstances                 |
|                |                                         |